# Cirroc Lofton
Cirroc Lofton (ur. 7 sierpnia 1978 w Los Angeles) – amerykański aktor znany polskiej widowni przede wszystkim z roli Jake'a Sisko w serialu Star Trek: Deep Space Nine.

## Wybrana filmografia
- 2002: CSI: Kryminalne zagadki Miami jako Tommy Boyer (gościnnie)
- 1993-1999: Star Trek: Deep Space Nine jako Jake Sisko
- 1992: Beethoven jako Skateboarder 1